# Echte Blattwespen

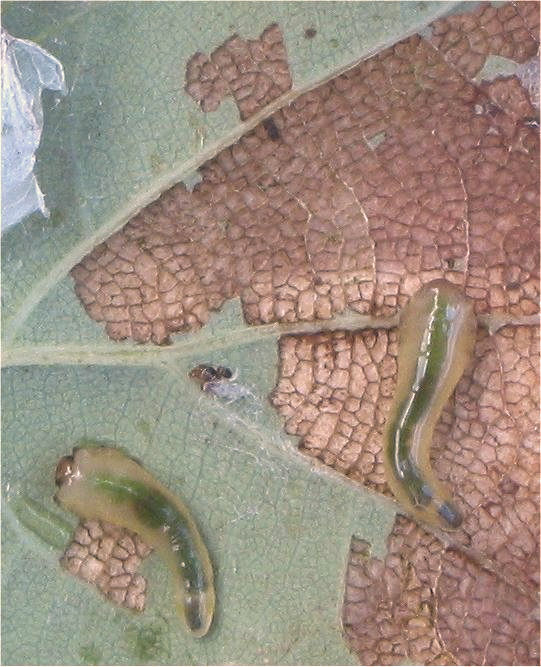
Larven der Kleinen Lindenblattwespe (Caliroa annulipes)

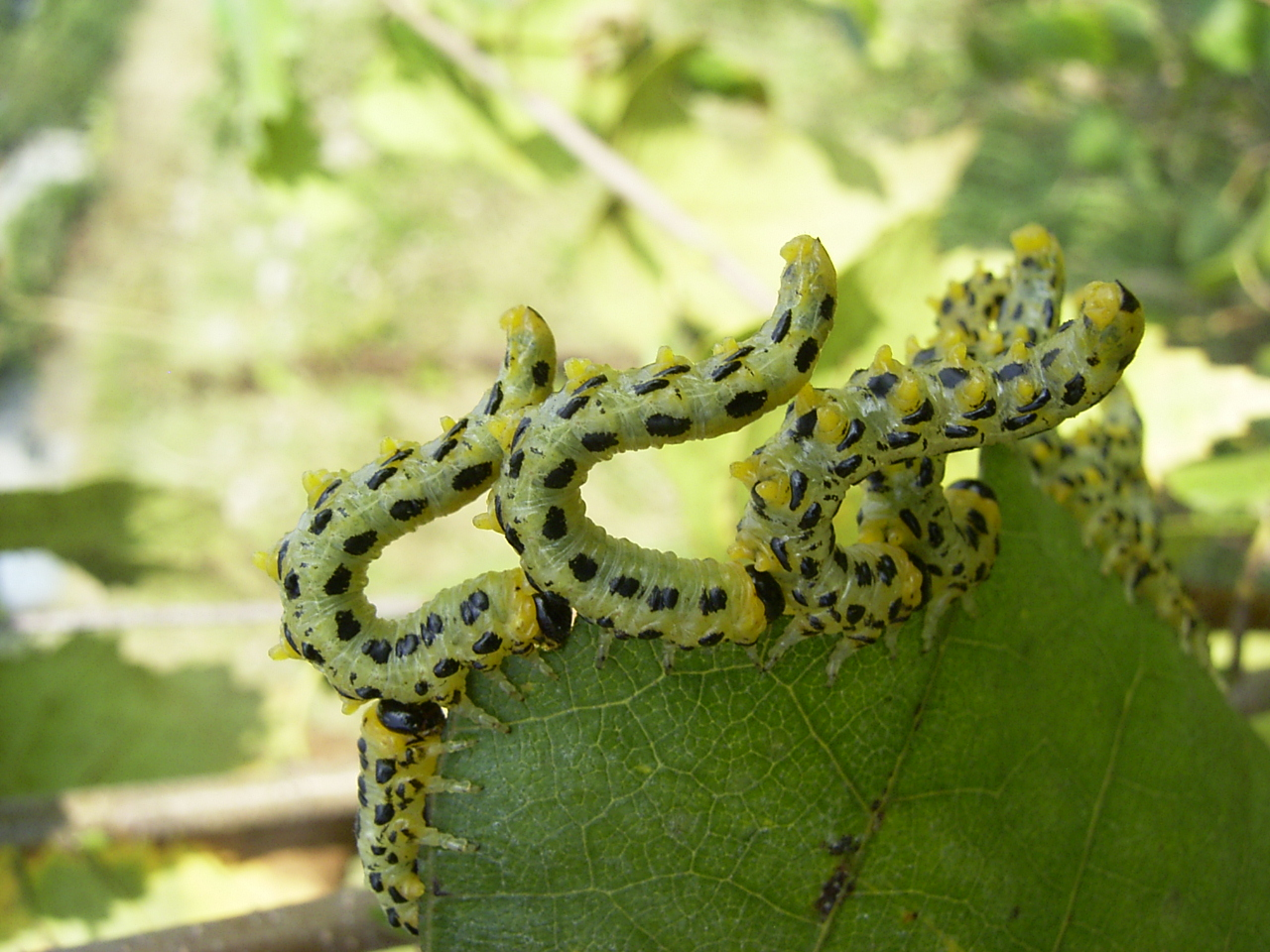
Larven von Craesus septentrionalis in typischer Schreckstellung

Die Echten Blattwespen (Tenthredinidae) bilden eine Familie der Pflanzenwespen (Symphyta) innerhalb der Hautflügler (Hymenoptera). Sie werden auch als „Blattwespen“ bezeichnet, dies kann aber zu Verwechslungen führen, da es auch andere Blattwespenfamilien innerhalb der Pflanzenwespen gibt. Die Tiere kommen weltweit mit etwa 9000 Arten vor und sind damit die größte Familie der Pflanzenwespen. 1070 Arten und Unterarten leben auch in Europa, von ihnen kommen über 900 in Mitteleuropa vor. Sie sind überall auf der Welt häufig, nur in Australien sind nur drei Arten bekannt (und fünf vom Menschen eingeführte).

## Merkmale
Die Tiere werden je nach Art 2 bis 20 Millimeter lang und sind meist schwarz oder braun gefärbt. Aber wie auch ihr Äußeres ist die Färbung äußerst vielfältig. Es gibt viele Arten, die leuchtend grün, rot oder gelb gefärbt sind und die unterschiedlichsten Musterungen aufweisen. Die Echten Blattwespen können nicht stechen, viele Arten imitieren Echte Wespen, um dadurch gefährlich zu wirken (Mimikry). Wie allen Pflanzenwespen fehlt auch den Echten Blattwespen die Wespentaille zwischen Thorax und Abdomen. Ihre Fühler sind lang und haben 7 bis 15 Glieder, meist sind es aber neun. Bei vielen Arten sind sie gekämmt oder am Ende keulenförmig verdickt. Die Flügeladerung ist gut ausgebildet, es fehlt aber die Subcostalader auf den Vorderflügeln.
Die meisten Larven (Afterraupen) sehen wie die aller Pflanzenwespen den Raupen von Schmetterlingen sehr ähnlich, unterscheiden sich von diesen aber durch insgesamt acht statt maximal sieben Beinpaare. Larven der minierenden Arten besitzen aber keine oder reduzierte Beine. Die Tiere haben drei- bis fünfgliedrige Fühler.

## Lebensweise
Die Imagines sind überwiegend Blütenbesucher, manche Arten leben aber auch räuberisch von kleineren Insekten.
Die Larven ernähren sich phytophag von einer Vielzahl verschiedener Laubbäume, -sträucher und krautiger Pflanzen. Die Larven sitzen überwiegend auf den Blättern – nicht selten in Gruppen – und fressen vom Blattrand her kommend nach innen. Bei Störung krümmen sie den Körper charakteristisch zu einem „S“. Nur die Arten der Heterarthrinae sind  Minierer, andere wiederum sind Bohrer oder bilden Pflanzengallen. Einige Arten gelten in der Landwirtschaft als Schädlinge.

## Gattungen und Arten (Auswahl) nach Unterfamilien geordnet
- Allantinae
  - Allantus (A. cinctus, A. melanarius, A. truncatus)
  - Ametastegia (A. glabrata, A. tenera)[1]
  - Apethymus (A. serotinus)
  - Taxonus (T. agrorum)
- Blennocampinae
  - Blennocampa (B. phyllocolpa syn. B. pusilla)[1]
  - Eutomostethus (E. ephippium)
  - Monophadnoides (M. ruficruris)
  - Periclista (P. albida, P. lineolata)
  - Phymatocera (P. aterrima)
- Heterarthrinae
  - Caliroa (C. annulipes, C. cerasi)
  - Endelomyia (E. aethiops)
- Nematinae
  - Cladius (C. grandis, C. pectinicornis)
  - Euura (E. myosotidis, E. nigricornis, E. proxima)
  - Hoplocampa (H. fulvicornis, H. minuta, H. testudinea)
  - Nematus (N. leucotrochus, N. ribesii, N. septentrionalis, N. tibialis)
  - Pachynematus (P. montanus)
  - Pristiphora (P. abietina, P. appendiculata, P. conjugata, P. leucopus)
  - Stauronematus (S. platycerus)
- Selandriinae
  - Dolerus (D. germanicus, D. gonager, D. madidus, D. nitens, D. triplicatus)
- Sioblinae
  - Siobla (S. sturmii)
- Tenthredininae
  - Aglaostigma (A. aucupariae)
  - Macrophya (M. alboannulata, M. duodecimpunctata, M. militaris, M. montana, M. rufipes)
  - Rhogogaster (R. chlorosoma, R. picta, R. punctulata, R. viridis)
  - Sciapteryx (S. consobrina, S. costalis)
  - Tenthredo (T. marginella, T. mesomela, T. scrophulariae, T. temula, T. zona)
  - Tenthredopsis (T. litterata, T. nassata, T. sordida, T. stigma, T. tessellata)